# روبرت ريد (سياسي)
روبرت ريد (بالإنجليزية: Robert Reid)‏ هو سياسي أسترالي، ولد في 18 أكتوبر 1842 في المملكة المتحدة، وتوفي في 12 أبريل 1904 بوستمنستر في المملكة المتحدة. حزبياً، نشط في حزب التجارة الحرة. وقد انتخب عضو المجلس التشريعي الفيكتوري عن دائرة Melbourne Province ‏ (8 سبتمبر 1892 – 3 فبراير 1903) وانتخب عضو مجلس الشيوخ الأسترالي ‏ عن دائرة فيكتوريا (21 يناير 1903 – 31 ديسمبر 1903).